# Paula Pareto
Paula Belén Pareto (San Fernando, 16 de janeiro de 1986) é uma judoca e médica argentina que atua na categoria até 48 kg.
Foi campeã mundial em Campeonato Mundial de Judô de 2015.
Obteve a medalha de ouro nos Jogos Olímpicos de Verão de 2016 ao vencer na luta final a sul-coreana Jeong Bo-kyeong.